# Marie-Ève Gahié
Marie-Eve Gahié (Parigi, 27 novembre 1996) è una judoka francese.

## Palmarès
- Giochi olimpici

Parigi 2024: oro nella gara a squadre.
- Mondiali

Budapest 2017: bronzo nella gara a squadre.
Baku 2018: argento nei 70 kg e nella gara a squadre.
Tokyo 2019: oro nei 70 kg e argento nella gara a squadre
- Giochi europei

Baku 2015: oro nella gara a squadre.
Minsk 2019: bronzo nella gara a squadre.
- Europei

Varsavia 2017: oro nella gara a squadre e bronzo nei 70 kg.
Praga 2020: bronzo nei 70 kg.
- Mondiali juniores

Fort Lauderdale 2014: bronzo nei 70 kg.
- Europei juniores

Malaga 2016: oro nei 70 kg.
- Mondiali cadetti

Miami 2013: oro nei 70 kg.
- Europei cadetti

Bar 2012: bronzo nei 70 kg.
Tallin 203: oro nei 70 kg.

### Vittorie nel circuito IJF
| Data            | Località     | Paese               | Categoria  |
| --------------- | ------------ | ------------------- | ---------- |
| 2 febbraio 2015 | Samsun       | Turchia             | Grand Prix |
| 14 maggio 2016  | Almaty       | Kazakistan          | Grand Prix |
| 19 ottobre 2016 | Abu Dhabi    | Emirati Arabi Uniti | Grand Slam |
| 31 marzo 2018   | Tbilisi      | Georgia             | Grand Prix |
| 28 luglio 2018  | Zagabria     | Croazia             | Grand Prix |
| 16 marzo 2019   | Ekaterinburg | Russia              | Grand Slam |